# میروسلاو یاهودا
میروسلاو یاهودا (اوکراینی: Мирослав Якович Я́года؛ ۲۳ اوت ۱۹۵۷ – ۱۱ مارس ۲۰۱۸) هنرمند بود. نقاش ، گرافیست ، شاعر ، رمان نویس ، نمایشنامه نویس و طراح صحنه بود. با یکپارچگی واقعی در هنر متنوع خود - چهره برجسته ای در صحنه هنر زیرزمینی اوکراین بود.